# ولادیمیر گریگورف
ولادیمیر گریگورف (روسی: Владимир Викторович Григорьев؛ زادهٔ ۸ اوت ۱۹۸۲) اسکیت‌باز سرعت اهل روسیه است.
وی همچنین برندهٔ جوایزی همچون نشان دوستی شده‌است.